# Ministarstvo pravosuđa, uprave i digitalne transformacije Republike Hrvatske
Ministarstvo pravosuđa, uprave i digitalne transformacije je središnje tijelo državne uprave u Republici Hrvatskoj koje obavlja upravne i stručne poslove koji se odnose na hrvatsko pravosuđe i razvoj digitalnog društva.
Godine 2020. predsjednik Vlade RH Andrej Plenković nakon parlamentarnih izbora za vrijeme pandemije COVID-19 odlučio je ministarstvo pravosuđa spojiti s Ministarstvom uprave RH, a formiranjem 16. Vlade tom je ministarstvu pripojen i sektor „digitalne transformacije”, zadužen za digitalizaciju državnih usluga.
Pravosudna djelatnost ministarstva uključuje područje građanskoga, kaznenog i trgovačkog prava te upravnog sudovanja. ustrojstvo i rad te stručno osposobljavanje i usavršavanje sudaca, državnih odvjetnika i djelatnika u sudovima, državnim odvjetništvima, tijelima nadležnim za vođenje prekršajnog postupka i tijelima koja izvršavaju kaznene prekršajne sankcije, upravne i druge poslove u javnom bilježništvu i odvjetništvu; 
- sudske i javnobilježničke pristojbe;
- međunarodnu pravnu pomoć i druge oblike pravne pomoći;
- izvršavanje kaznenih i prekršajnih sankcija, pomilovanja i uvjetne otpuste;
- informatizaciju pravosuđa.

Ministarstvo vrši nadzor nad obavljanjem poslova uprave u tijelima sudbene vlasti, državnom odvjetništvu i tijelima za vođenje prekršajnog postupka.
Ministarstvo obavlja upravne i druge poslove koji se odnose na: 
- pravo vlasništva;
- imovinskopravne poslove u vezi s izvlaštenjem i drugim ograničenjima vlasništva; *imovinskopravne poslove glede građevinskoga, poljoprivrednog i šumskog zemljišta, komasaciju, promet zemljišta i zgrada te dio agrarnih operacija koji nisu u djelokrugu drugog tijela državne uprave;
- imovinu stranih državljana,
- poslove naknade za imovinu oduzetu za vrijeme jugoslavenske komunističke vladavine koji nisu u djelokrugu drugog tijela državne uprave, te poslove koji se odnose na sukcesiju imovine, prava i obveza bivše SFRJ.

## Ministri
| Ministar                   | Početak mandata     | Kraj mandata        |
| -------------------------- | ------------------- | ------------------- |
| Branko Babac               | 28. lipnja 1990.    | 17. srpnja 1991.    |
| Bosiljko Mišetić           | 2. kolovoza 1991.   | 14. svibnja 1992.   |
| Ivan Milas                 | 6. lipnja 1992.     | 12. kolovoza 1992.  |
| Ivica Crnić                | 12. kolovoza 1992.  | 18. svibnja 1995.   |
| Miroslav Šeparović         | 18. svibnja 1995.   | 20. travnja 1998.   |
| Milan Ramljak              | 14. svibnja 1998.   | 13. travnja 1999.   |
| Zvonimir Šeparović         | 15. travnja 1999.   | 27. siječnja 2000.  |
| Stjepan Ivanišević         | 27. siječnja 2000.  | 27. rujna 2001.     |
| Ingrid Antičević-Marinović | 28. rujna 2001.     | 23. prosinca 2003.  |
| Vesna Škare Ožbolt         | 23. prosinca 2003.  | 9. veljače 2006.    |
| Ana Lovrin                 | 10. veljače 2006.   | 10. listopada 2008. |
| Ivan Šimonović             | 10. listopada 2008. | 7. srpnja 2010.     |
| Dražen Bošnjaković         | 7. srpnja 2010.     | 23. prosinca 2011.  |
| Orsat Miljenić             | 23. prosinca 2011.  | 22. siječnja 2016.  |
| Ante Šprlje                | 22. siječnja 2016.  | 27. travnja 2017.   |
| Dražen Bošnjaković         | 9. lipnja 2017.     | 23. srpnja 2020.    |

## Poveznice
- Državna uprava u Hrvatskoj

## Vanjske poveznice
- Ministarstvo pravosuđa
- Ministarstvo pravosuđa RH štiti korumpirane suce - primjer ravnateljice vd Diane Kovačević Remenarić, 6. 6. 2010.
- Pravosudna i policijska mafija (zbornik radova), urednik Darko Petričić magistar politologije, Zagreb, 2016., str. 60.-86
- Peticija premijeru Plenkoviću protiv radikalne korupcije u pravosuđu, 5. 4. 2017.
- Djelatnici Ministarstva pravosuđa drsko ismijavaju građane i naočigled štite korupciju u DORH-u i USKOK-u, 27. 7. 2017.